# Ruhleben

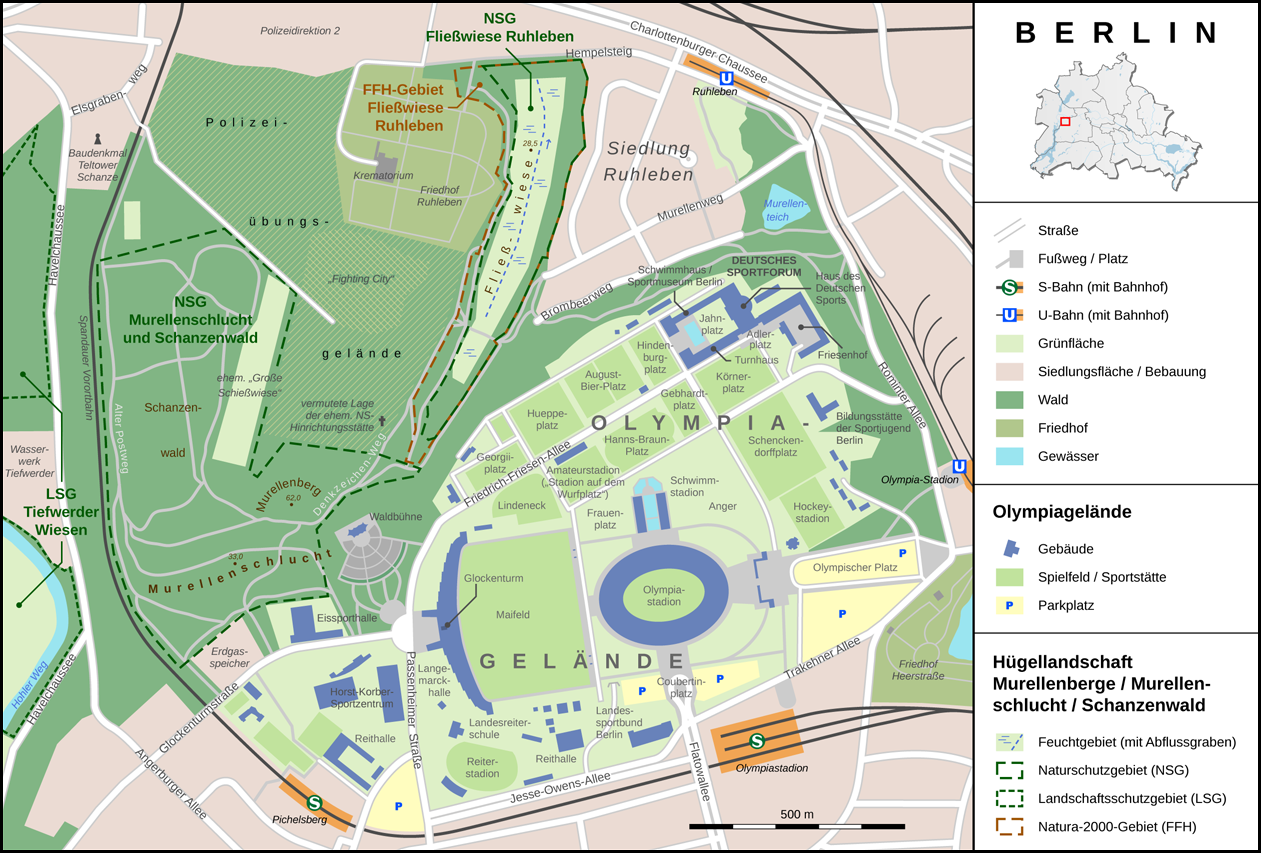
Ruhleben en omgeving

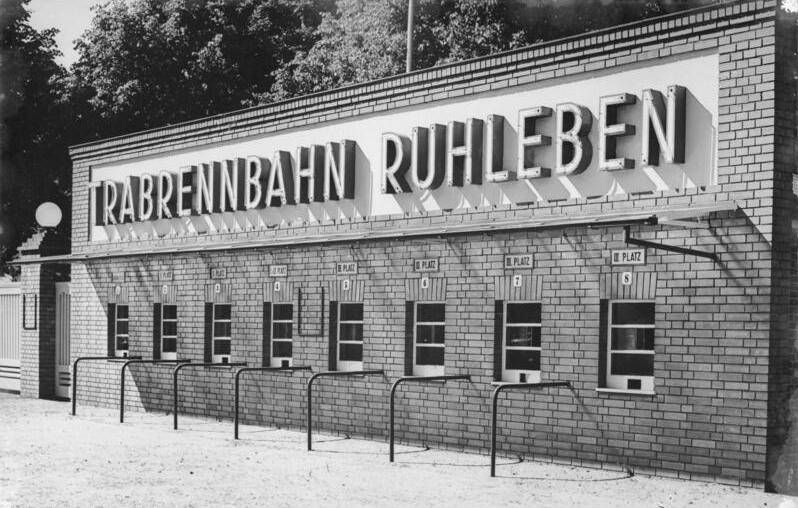
De drafrenbaan in 1939

Ruhleben is een buurt gelegen in de Berlijnse districten Charlottenburg-Wilmersdorf en Spandau.
Ruhleben was gelegen tussen de steden Spandau en Charlottenburg. In het Charlottenburgse deel van Ruhleben (dat sinds september 2004 deel uitmaakt van het stadsdeel Westend) ligt het natuurreservaat Fließwiese Ruhleben. In het noorden wordt Ruhleben begrensd door de Spree en in het zuiden door het Sportforum, een deel van het Olympisch gebied.
Ruhleben werd in 1638 onder de naam Neues Vorwerk bei Spandau overgedragen aan de "heidereiter" (houtvester) van Grunewald en na diens dood in 1639 aan de houtvestersfamilie Grabow, en nadien aan de adellijke familie von Saldern. Als Saldernsches Vorwerk werd het in 1695 samen met Lietzow aan keurvorstin Sophie Charlotte nagelaten door haar man keurvorst Friedrich III van Brandenburg, in ruil voor haar bezittingen in Caputh en Langerwisch. Nadat in 1699 nabij Lietzow haar zomerslot Lützenburg (thans Slot Charlottenburg) was voltooid, schonk zij in 1700 het Vorwerk aan haar opperhofmeester Friedrich Bogislav von Dobrczenski toen hij uit dienst trad.
De naam Ruhleben wordt in 1704 voor het eerst vermeld. Na de dood van Sophie Charlotte in 1705 kwam het Vorwerk weer in handen van Frederik, die ondertussen koning van Pruisen geworden was en het bij Spandau indeelde. In 1701 begonnen de werkzaamheden voor een lustslot aan de Spree, dat in 1710 klaar was, maar in 1800 weer werd afgebroken.
Tussen 1810 en 1841 was Ruhleben in het bezit van de Pruisische minister Karl Friedrich von Beyme. Nadien kwam het in staatsbezit en werd het ingericht voor militaire doeleinden. In 1891 werd een treinstation geopend op het traject naar Stresow. Tot aan de Eerste Wereldoorlog diende het als overstapplaats voor de vele Oost-Europeanen die naar de Verenigde Staten emigreerden. Tijdens de oorlog was de plaatselijke paardenrenbaan ingericht als interneringskamp voor Britse burgers. In 1920 werd Ruhleben ingelijfd bij Groot-Berlijn en verdeeld tussen de districten Spandau en Charlottenburg.
Op de plaats van de vroegere schietplaats ontstond in de jaren twintig de "nederzetting Ruhleben". De bouwmaatschappij van Charlottenburg verwierf in 1922 35.000 m² bouwgrond en verkocht de kavels nadien door aan bouwlustigen.
Tijdens de Tweede Wereldoorlog werden tanks uitgeprobeerd op de aanwezige drafbaan en vanaf 1950 vonden er autowedstrijden plaats. In de buurt is ook een der grootste afvalverbrandingsinstallaties van Europa gelegen en verder nog een rioolwaterzuiveringsinstallatie. In het Charlottenburgse deel van Ruhleben werd in 1952 een groot kerkhof aangelegd en in 1962/63 een crematorium.

## Bekende inwoners
- Klausjürgen Wussow (acteur)
- Wendell Alexis (basketbalspeler)
- Gebhard Ludwig Himmler (broer van Heinrich Himmler)
- Ernst Hermann Himmler (broer van Heinrich Himmler)